# Raketenschiff
Bei einem Raketenschiff handelt es sich um ein Kriegsschiff, von dem aus Raketen verschossen werden. Raketenschiffe kamen in unterschiedlichen Epochen zum Einsatz, die im Laufe der Zeit auf ein etwas unterschiedliches Verwendungsspektrum hinausliefen.

## 19. Jahrhundert

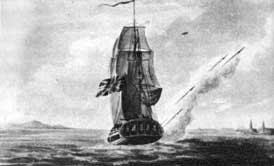
Ein britisches Raketenschiff feuert Congreve’sche Raketen ab

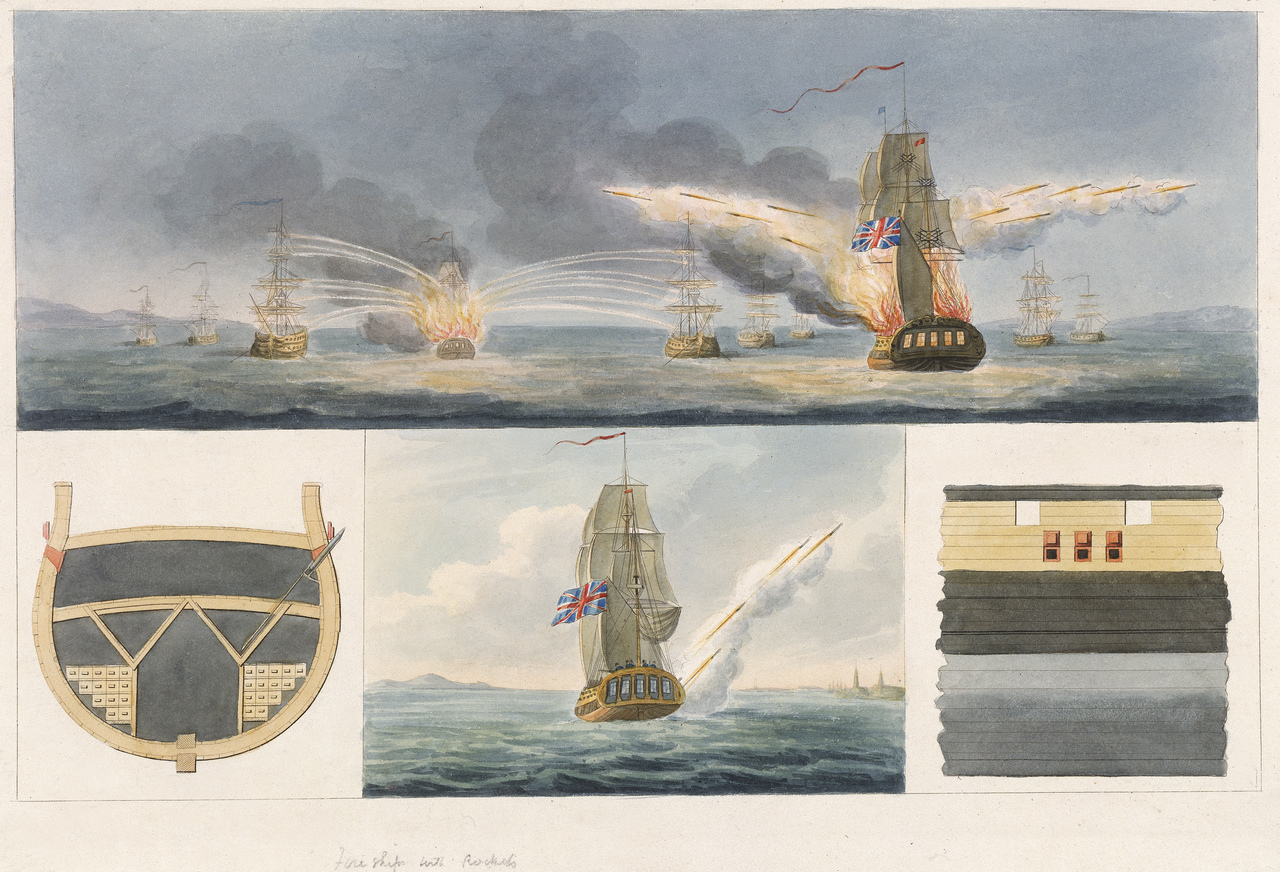
Funktionsschema eines Raketenschiffes im Segelschiffzeitalter

Ein Raketenschiff des 19. Jahrhunderts war ein Kriegssegelschiff, das mit Raketen als Bewaffnung ausgestattet war. 
Zur damaligen Zeit beschäftigte sich der Ingenieur William Congreve mit der Entwicklung von Brandraketen, die schließlich nach ihm benannt wurden. Nachdem diese Congreve’schen Raketen beim Heer erfolgreich eingesetzt worden waren, stattete man auch später Schiffe mit dieser Waffe aus. Zwar waren diese Raketen verhältnismäßig unzuverlässig und zudem recht ungenau, sie konnten aber beim Gegner zu erheblichen Bränden führen. Zudem erzielte diese Waffe in Kombination mit Bombardenfeuer eine nicht zu unterschätzende psychische Wirkung, die beim Feind zu demoralisiertem Verhalten führte.
Eines der berühmtesten Raketenschiffe des Britisch-Amerikanischen Krieges war die britische HMS Erebus aus dem Jahr 1807, die vom 13. bis 14. September 1814 bei dem Angriff von Fort McHenry in der Schlacht von Baltimore eingesetzt war. 
Die Erebus war mit 32-Pfund-Raketenbatterien ausgestattet, die unter dem Hauptdeck angebracht waren. Durch Bullaugen bzw. nachträglich angebrachte Löcher im Rumpf wurden sie abgeschossen.  
Der Einsatz der Raketen muss so beeindruckend gewesen sein, dass er den Autor der Nationalhymne der USA, Francis Scott Key, zu nachfolgenden Zeilen in seinem Lied The Star-Spangled Banner inspiriert hat:
(...)

Were so gallantly streaming?

And the rockets red glare

The bombs bursting in air

Gave proof through the night

That our flag was still there

(...)
Raketenschiffe wurden darüber hinaus auch von der Royal Navy im Angriff gegen die französische Flotte vor Boulogne-sur-Mer im Jahr 1806 sowie in der Zweiten Seeschlacht von Kopenhagen eingesetzt. Im Jahr 1809 waren sogar drei Schiffe mit Raketen ausgerüstet, die in der Schlacht an der Baskischen Reede teilnahmen: die HMS King George, die HMS Whiting und die HMS Nimrod. 
Darüber hinaus wurden auch kleinere Schiffe und Boote der Royal Navy als Raketenschiffe eingesetzt. Diese erhielten dann eine oder mehrere Raketenabschussvorrichtungen, die an einen flexiblen Mast montiert wurden, so dass dieser auf das zu bekämpfende Ziel ausgerichtet werden konnte.

## 20. Jahrhundert und Gegenwart

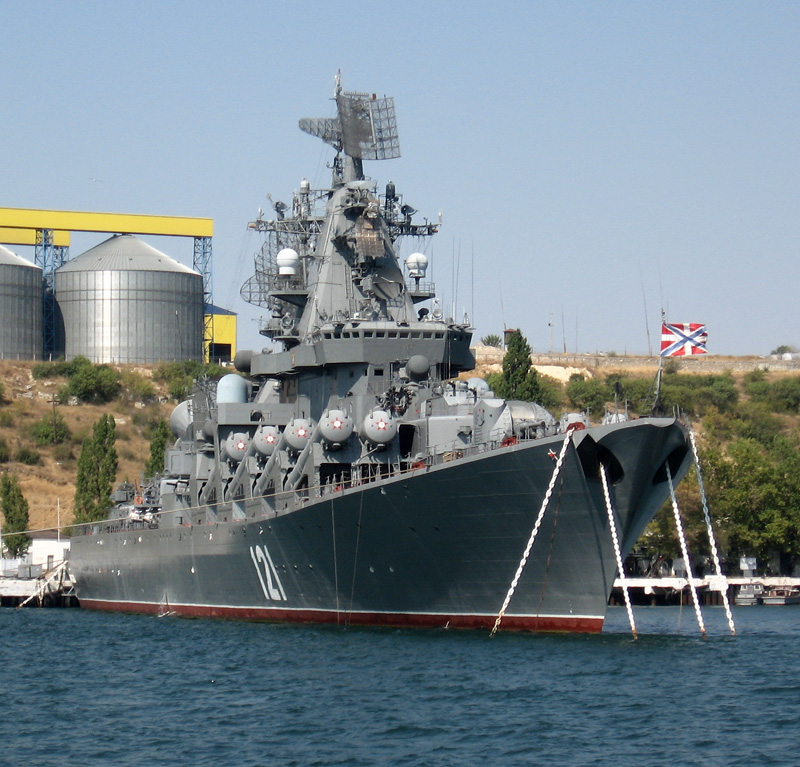
Der russische Raketenkreuzer Moskwa

Im 20. Jahrhundert ist Raketenschiff die Bezeichnung, die innerhalb des Warschauer Paktes und auch heute noch in Russland für Schiffe gebräuchlich ist, die in ihrer Hauptbewaffnung Antischiffraketen einsetzen.
Sie sind zu unterscheiden in:
- Raketnij Krejser (Raketenkreuzer, zu vergleichen mit der Bezeichnung Lenkwaffenkreuzer, z. B. Slawa-Klasse)
- Bolshoj Raketnij Korabl (Großes Raketenschiff, zu vergleichen mit der Bezeichnung Zerstörer, z. B. Sowremenny-Klasse)
- Malinkij Raketnij Korabl (Kleines Raketenschiff, zu vergleichen mit der Bezeichnung Flugkörperschnellboot bzw. Korvette, z. B. Tarantul-Klasse)
- Raketnij Kater (Raketenkutter, zu vergleichen mit der Bezeichnung Schnellboot, z. B. Osa-Klasse)